# Montigny-sur-Crécy
Montigny-sur-Crécy è un comune francese di 311 abitanti situato nel dipartimento dell'Aisne della regione dell'Alta Francia.

## Società

### Evoluzione demografica
Abitanti censiti